# 我不能沒信心
《我不能沒信心》是鳳飛飛第九張個人專輯，1974年3月海山唱片發行。

## 專輯曲目
| 曲序 | 曲名           | 作詞   | 作曲   | 編曲 | 長度   | 備註 |
| A1   | 愛之歌         | 詠詠   | 古月   |      |        | 甄妮翻唱；收錄於〈晴時多雲偶陣雨〉 電影《早婚》插曲                                                                                                  |
| A2   | 我不能沒信心   | 巷口人 | 巷口人 |      | 03'17" | 歐陽菲菲翻唱；收錄於〈珍重〉 林松義翻唱；收錄於〈說一聲再見〉 李千慧翻唱；收錄於〈永遠的懷念〉 凌菲翻唱；收錄於〈幸福人生〉 莫文蔚；收錄於〈你可以〉 |
| A3   | 等待！等待     | 劉家昌 | 劉家昌 |      |        | 原唱：謝雷 |
| A4   | 你又門外走過   | 慎芝   |        |      |        | 改編自アグネス・チャ的歌曲あの人の散歩道 |
| A5   | 愛人跟着我     | 白峰   |        |      |        | 改編自つなき＆みどり的歌曲愛の挽歌 |
| A6   | 痛苦不讓他知道 | 劉家昌 | 劉家昌 |      |        | 原唱：青山 |
| B1   | 早婚           | 陳蝶衣 | 古月   |      |        | 電影《早婚》主題曲 |
| B2   | 愛要讓他知道   | 詠詠   | 古月   |      | 03'03" | 電影《早婚》插曲 李千慧翻唱；收錄於〈永遠的懷念〉 |
| B3   | 我             | 沙漠   | 駱明道 |      |        | 電影《我夫我父我子》主題曲 |
| B4   | 夜空           | 慎芝   |        |      | 03'11" | 改編自五木ひろし的歌曲夜空 |
| B5   | 諜海英豪       | 姜龍昭 | 林家慶 |      |        | 中視連續劇《諜海英豪》主題曲 |
| B6   | 開口說話笑嘻嘻 | 劉家昌 | 劉家昌 |      |        | 原唱：謝雷 |

## 鳳唱絕版復刻盤 7 專輯曲目
| 曲序 | 曲名           | 作詞   | 作曲   | 編曲 | 長度   | 備註 |
| 01   | 愛之歌         | 詠詠   | 古月   |      |        | 電影《早婚》插曲 |
| 02   | 我不能沒信心   | 巷口人 | 巷口人 |      | 03'17" | 歐陽菲菲翻唱；收錄於〈珍重〉 林松義翻唱；收錄於〈說一聲再見〉 李千慧翻唱；收錄於〈永遠的懷念〉 莫文蔚；收錄於〈你可以〉 |
| 03   | 等待！等待     | 劉家昌 | 劉家昌 |      |        | 李千慧翻唱；收錄於〈永遠的懷念〉 |
| 04   | 你又門外走過   | 慎芝   |        |      |        | |
| 05   | 愛人跟着我     | 白峰   |        |      |        | |
| 06   | 痛苦不讓他知道 | 劉家昌 | 劉家昌 |      |        | |
| 07   | 早婚           | 陳蝶衣 | 古月   |      |        | 電影《早婚》主題曲 |
| 08   | 愛要讓他知道   | 詠詠   | 古月   |      | 03'03" | 電影《早婚》主題曲 李千慧翻唱；收錄於〈永遠的懷念〉 |
| 09   | 我             | 沙漠   | 駱明道 |      |        | 電影《我夫我父我子》主題曲 |
| 10   | 夜空           | 慎芝   |        |      | 03'11" | 白嘉莉翻唱；收錄於〈愛在心裡〉 青山翻唱；收錄於〈明日天涯〉 謝雷翻唱；收錄於〈夜空〉 李千慧翻唱；收錄於〈永遠的懷念〉 倪賓翻唱；收錄於〈一寸光陰一寸金〉 羅時豐翻唱；收錄於〈羅時豐國語老歌【夜空】〉 葉璦菱翻唱；收錄於〈葉璦菱點歌集5〉 李翊君翻唱；收錄於〈誰能禁止我的愛〉 羅時豐翻唱；收錄於〈唱歌的人〉 王識賢台語版〈情難忘〉 |
| 11   | 諜海英豪       | 姜龍昭 | 林家慶 |      |        | 中視連續劇《諜海英豪》主題曲 |
| 12   | 開口說話笑嘻嘻 | 劉家昌 | 劉家昌 |      |        | |
| 13   | 你的微笑       |        |        |      |        | 收錄於鳳飛飛《十七、十八》卡帶版專輯 |
| 14   | 歉意           | 孫儀   | 劉家昌 |      |        | 收錄於鳳飛飛《溫暖在秋天》卡帶版專輯 |
| 15   | 讓生命芬芳     | 杜莉   |        |      |        | 原唱：江蕾 收錄於鳳飛飛《溫暖在秋天》卡帶版專輯 |
| 16   | 不管那是誰的錯 |        |        |      |        | |
| 17   | 分秒要把握     |        |        |      |        | 收錄於鳳飛飛《十七、十八》卡帶版專輯 |
| 18   | 我在等你       | 莊奴   | 楊三郎 |      |        | 收錄於鳳飛飛《呼喚》海外版專輯 台語版：孤戀花 |

## 專輯版本
- 黑膠唱片[1]
  - 1974年3月台灣海山唱片發行
  - 1974年新加坡、馬來西亞大聯機構發行[2]
    - 【鳳飛飛首次蒞星參加慈善義演紀念唱片 電影原聲帶插曲 早婚】
- 卡帶
  - 1974年3月台灣海山唱片發行
  - 1974年新加坡、馬來西亞大聯機構發行
- 匣式帶
  - 1974年新加坡、馬來西亞大聯機構發行
- CD
  - 【鳳唱絕版復刻盤7】2006年10月18日台灣海山唱片發行
  - 2014年新加坡夢田音樂發行
  - 【鳳飛飛海山飛藏專輯全記錄】2015年1月台灣飛躍藝人經紀工作室製作；喜瑪拉雅發行
  - 【復刻版】2015年11月21日台灣海山唱片發行[3]

## 外部連結
. YesAsia.